# Лос-Рокес
Архіпелаг Лос-Рокес (англ. Archipiélago de Los Roques) — архіпелаг в Карибському морі, федеральна територія Венесуели. Архіпелаг складається з близько 50 островів, островків та скель та розташований приблизно за 145 км на північ від венесуельського портового міста Ла-Гуайра, неподалік від Каракасу. Архіпелаг фактично є кораловим атолом. З 1972 року всі територія архіпелагу є національний парком (Parque Nacional Archipiélago de Los Roques). Постійно населений лише один острів — Ла-Ґран-Роке (La Gran Roque). Загалом архіпелаг є дуже популярним серед туристів, особливо з Європи.
| Венесуела | Це незавершена стаття з географії Венесуели. Ви можете допомогти проєкту, виправивши або дописавши її. |